# Xue-Mei Li

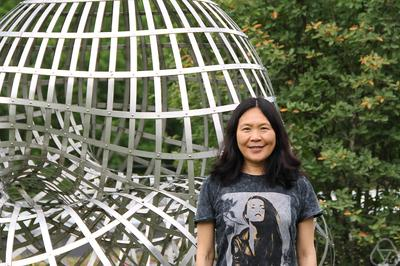
Xue-Mei Li, Oberwolfach (2017)

Xue-Mei Li ist eine Mathematikerin und Professorin für Mathematik am Imperial College London und der EPFL Lausanne. Sie ist Expertin auf den Gebieten der Wahrscheinlichkeitsrechnung und der Stochastik.

## Leben
Xue-Mei Li promovierte 1993 bei David Elworthy mit der Arbeit Stochastic Flows on Noncompact Manifolds.
Im Juli 2022 wurde Xue-Mei Li zur ordentlichen Professorin für Mathematik an der Fakultät für Grundlagenwissenschaften der EPFL Lausanne ernannt. Xue-Mei Lis Expertise liegt an der Schnittstelle der stochastischen Analyse und der Differentialgeometrie. Ihre Forschung, die in zahlreichen führenden Zeitschriften veröffentlicht wurde, hat wesentlich zum Bereich der geometrischen Analyse stochastischer Prozesse auf differenzierbaren Varietäten, zum Malliavin-Kalkül und zur Analyse in unendlichen Dimensionen beigetragen. Xue-Mei Li ist Mitherausgeberin der beiden Wissenschaftszeitschriften Electronic J. of Probability und Electronic Communications in Probability, die Forschungsartikel zur Wahrscheinlichkeitstheorie publizieren.
Seit dem Jahr 2003 ist Xue-Mei Li mit dem österreichischen Mathematiker und Fields-Medaillen-Träger Martin Hairer verheiratet, der ab 1. November 2022 gemeinsam mit Xue-Mei Li als Professor für Mathematik an der EPFL Lausanne tätig sein wird.

## Schriften (Auswahl)
- K. David Elworthy, Yves Le Jan, Xue-Mei Li: The Geometry of Filtering, In: Frontiers in Mathematics (FM), Birkhäuser, 2010.
- K. David Elworthy, Yves Le Jan, Xue-Mei Li: On the Geometry of Diffusion Operators and Stochastic Flows, In: Lecture Notes in Mathematics (LNM, volume 1720), 1999.
- Perturbation of Conservation Laws and Averaging on Manifolds (2017), article in arxiv, submitted to Abelsymposium 2016.
- Doubly Damped Parallel translations and Hessian formulas (2017), To appear in the volume 'Stochastic Partial Differential Equations and Related Fields', on the occasion of Michale Roeckner's 60th birthday.